# أليكسي باميركو
أليكسي باميركو (الروسية: Померко, Алексей Сергеевич) (3 مايو 1990 بغورودوفيكوفسك في روسيا - ) هو لاعب كرة قدم روسي في مركز الوسط. شارك مع منتخب روسيا تحت 21 سنة لكرة القدم. أما مع النوادي، فقد لعب مع أمكار بيرم وتوربيدو موسكو وشينيك ياروسلافل ونادي فولغا نيجني نوفغورود ونادي كراسنودار ونادي كريليا سوفيتوف سامارا وFC Kazanka Moscow ‏ ونادي خيمكي.

## وصلات خارجية
- أليكسي باميركو على موقع قاعدة بيانات كرة القدم.إي يو (الإنجليزية)
- أليكسي باميركو على موقع Soccerway.com (الإنجليزية)
- أليكسي باميركو على موقع عالم كرة القدم.نت (الإنجليزية)
- أليكسي باميركو على موقع AS.com (الإسبانية)